# Lindsay Duncan
Lyndsay Vere Duncan (Edinburgh, Schotland, 7 november 1950) is een Schotse actrice.
Ze speelde als tv-, film- en toneelactrice, en verwierf bekendheid met haar vertolking van Servilia Caepionis in de televisieserie Rome. In 2002 ontving ze een Tony Award voor haar toneelrol als Amanda Prynne in Private Lives. Ze was ook te zien in een gastoptreden in 2005 in de serie Spooks. Lindsay Duncan is gehuwd met de acteur Hilton McRae.

## Filmografie (selectie)
- Gifted (2017) – als Evelyn Adler
- Alice Through the Looking Glass (2016) – als Helen Kingsleigh
- Birdman (2014) – als Tabitha
- A weekend in Paris (2013) – als Meg)
- About Time (2013) – als de moeder van Tim
- Black Mirror (2011) – als Alex Cairns
- Alice in Wonderland (2010) – als Helen Kingsleigh
- Come Fly With Me (2009) – voice-over
- Doctor Who (2009) – als Adelaide Brooke (in The Waters of Mars)
- Margaret (2009)
- Frankenstein (2007)
- Under the Tuscan Sun (2003)
- Perfect Strangers (2001)
- Oliver Twist (1999)
- Mansfield Park (1999)
- Star Wars: Episode I: The Phantom Menace (1999) – stemactrice
- An Ideal Husband (1999)
- A Midsummer Night's Dream (1996)
- City Hall (1996)
- A Year in Provence (televisiefilm, 1993)
- G.B.H. (televisiefilm, 1991)
- The Reflecting Skin (1990)
- Traffik (televisieserie, 1989)
- Prick Up Your Ears (1987)

- Bibliothèque nationale de France: cb141737647 (data)
- Gemeinsame Normdatei: 136078249
- International Standard Name Identifier: 0000 0000 7841 3199
- Library of Congress Control Number: no95020973
- MusicBrainz: 83d90542-4c7b-4e84-adb0-73a92adf6a5b
- Nationale Bibliotheek van Tsjechië: xx0095381
- Nationale Bibliotheek van Israël: 987007442356505171
- Nationale Bibliotheek van Polen: a0000002204944
- Système universitaire de documentation: 07941883X
- Virtual International Authority File: 88576247
- WorldCat: E39PBJgMBc67ckbrGQrPGVQKBP